# Lonesome, On'ry and Mean
Albums de Waylon Jennings
Ladies Love Outlaws
(1972) Honky Tonk Heroes
(1973)
Lonesome, On'ry and Mean est un album de Waylon Jennings sorti en 1973 chez RCA Victor. C'est avec Good Hearted Woman et Ladies Love Outlaws le troisième d'une série d'albums établissant Jennings comme une figure représentative de la musique country. L'album atteint la 8e place des Charts Country, avec deux singles dans le Top Ten: "You Can Have Her" et "Pretend I Never Happened". Premier album à être co-produit par Jennings, c'est également le premier à lui offrir une totale liberté artistique, et ainsi son premier album "outlaw".
L'album contient entre autres une version de "Me and Bobby McGee" de Kris Kristofferson, ainsi que "Gone to Denver", une chanson écrite par Johnny Cash qu'il n'a jamais enregistré

## Track listing
| 1.  | Lonesome, On'ry and Mean          | Steve Young                     | 3:41 |
| 2.  | Freedom to Stay                   | Will Hoover                     | 3:13 |
| 3.  | Lay It Down                       | Gene Thomas                     | 3:19 |
| 4.  | Gone to Denver                    | Johnny Cash, Red Lane           | 2:32 |
| 5.  | Good Time Charlie's Got the Blues | Danny O'Keefe                   | 3:24 |
| 6.  | You Can Have Her                  | William S. Cook                 | 2:44 |
| 7.  | Pretend I Never Happened          | Willie Nelson                   | 3:05 |
| 8.  | San Francisco Mabel Joy           | Mickey Newbury                  | 3:51 |
| 9.  | Sandy Sends Her Best              | Billy Ray Reynolds              | 2:37 |
| 10. | Me and Bobby McGee                | Kris Kristofferson, Fred Foster | 4:41 |

| 1. | Laid Back Country Picker      | Vince Matthews, Jim Casey     | 3:16 |
| 2. | The Last One to Leave Seattle | Waylon Jennings, Steve Norman | 3:27 |
| 3. | Big, Big Love                 | Ray Carroll, Wynn Stewart     | 2:26 |

## Musiciens
- Billy Sanford - guitare, dobro
- Fred Carter, Dave Kirby, Dale Sellers - guitare
- Billy Ray Reynolds, Chip Young, Jimmy Capps - Guitare rythmique
- Ralph Mooney - dobro, guitare électrique
- Bobby Dyson, Henry Strzelecki, Ralp Gallant, Len Miller - basse
- Hargus Pig Robbins - piano
- Kenny Buttrey, Buddy Harman, Willie Ackerman, Ralph Gallant, Richie Albright - batterie
- Don Brooks - harmonica
- Byron Bach, David Vanderkkok - violoncelle
- Marvin Chantry, Gary Vanosdale - alto
- Brenton Banks, George Binkley, Lennie Haight, Sheldon Kurland - violon
- Lea Jane Bernati, Ginger Holladay, Mary Holladay - chœurs